# Blindfotboll

Den paralympiska symbolen för blindfotboll.

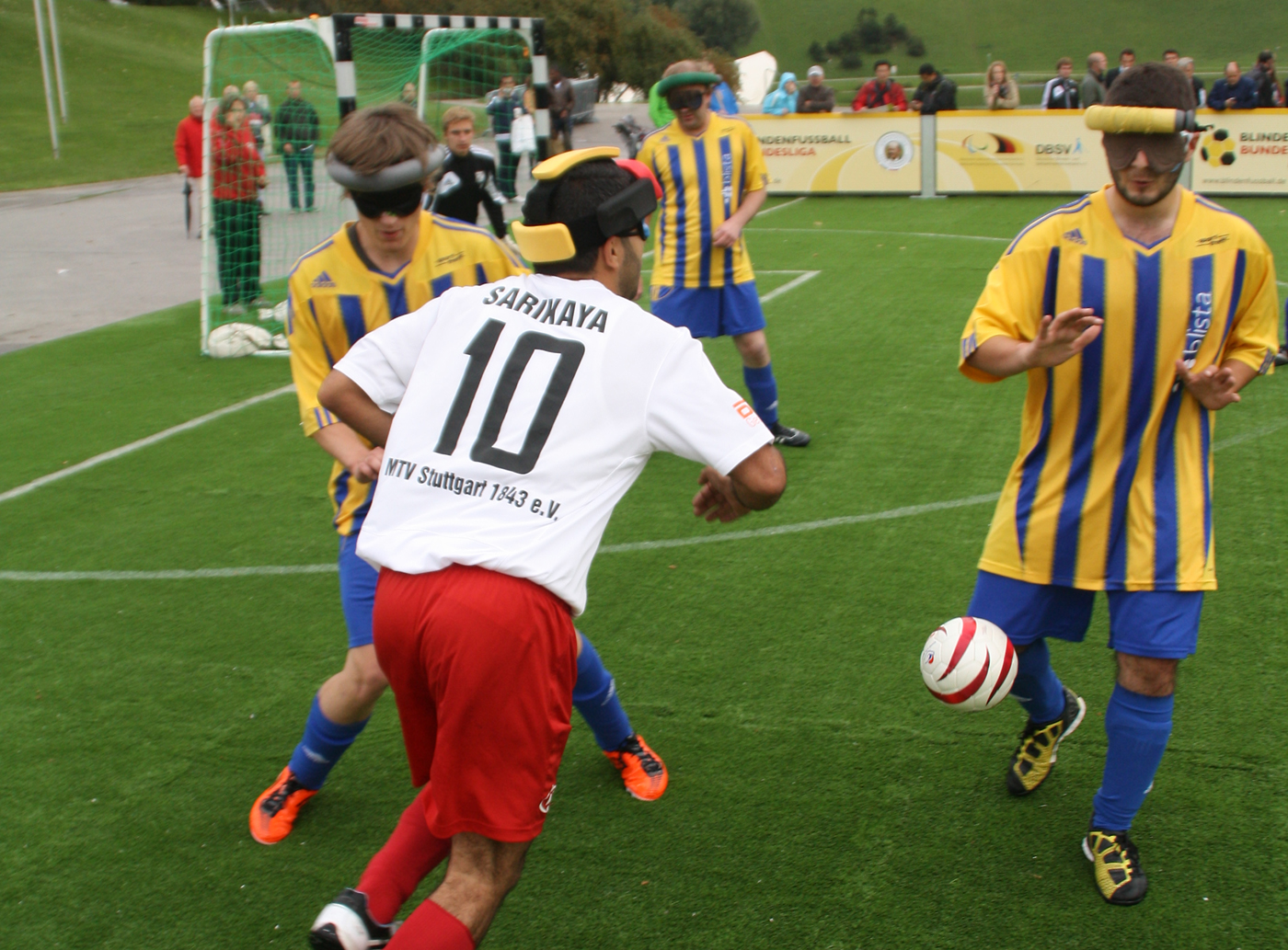
En fotbollsmatch för blinda.

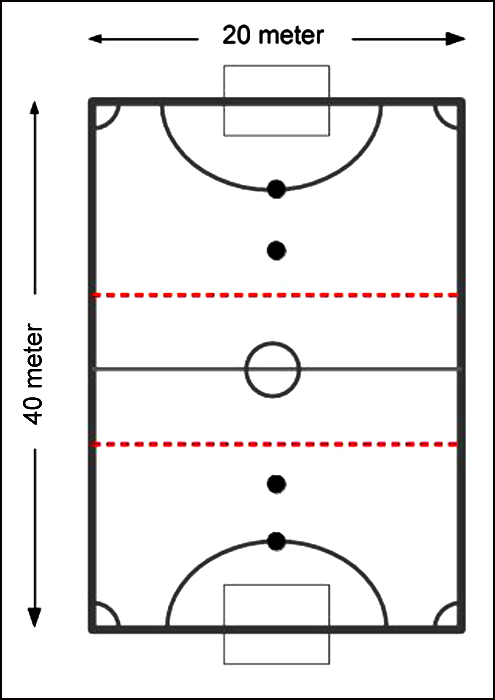
Spelplan för blindfotboll.

Blindfotboll, även kallat 5-a-side, är en variant av futsal för spelare som är blinda eller synskadade. Det är för närvarande en paralympisk sport, och International Blind Sports Association (IBSA) anordnar också världsmästerskap. Enligt IBSA började fotboll för blinda och synskadade som ett lekplatsspel för skolbarn i specialskolor för synskadade.

## Historia
Brasilien anses vara ett pionjärland inom blindfotboll. Där och i övriga Sydamerika samt i England och Spanien har det spelats organiserad blindfotboll sedan 1960-talet. Det första världsmästerskapet hölls 1998, och sedan 2004 har det varit en paralympisk gren. Blindfotboll har tränats och spelats i Tyskland sedan sommaren 2006. Även i Österrike spelas det blindfotboll, sedan oktober 2009.
År 2014 startade Mälarhöjdens IK Sveriges första riktiga lag för synskadade.  I oktober 2022 spelades det första riksmästerskapet ,och IFK Västerås stod då som värd.

## Teknik och regler
Spelet fungerar genom god hörsel (därför kan inte dövblinda delta), riktningskänsla, kroppskontroll och närkontakt med den hörbara bollen. En speciell löpteknik håller bollen och fötterna i kontakt tills den släpps. Vid en straffspark i blindfotboll slår målvakten först på båda stolparna, för att hjälpa straffsparksläggarens orientering om var mitten av målet är.

### Regler
Generellt sett är reglerna för blindfotboll väldigt lika reglerna för futsal. Det finns dock några viktiga undantag:
- Alla spelare, utom målvakten, har ögonbindel
- Bollen har modifierats och innehåller en bjällra så att det går att höra var den är.
- Spelare måste ropa "här" eller något liknande när de jagar bollen; detta varnar de andra spelarna om deras position.
- En guide, placerad utanför spelfältet, ger instruktioner till spelarna.